# Озаркевич Євген Іванович
Озарке́вич Євге́н Іва́нович (8 травня 1861 — 21 вересня 1916, Відень) — український лікар. Брат феміністки Наталії Кобринської, Володимира та Лонгина Озаркевичів.

## Біографія
Народився в с. Белелуя Снятинського повіту, в родині видатного парламентарія, отця Івана Озаркевича та Теофілії з Окуневських, доньки попереднього белелуйського пароха дрібношляхетського походження. Він виростав у Болехові в домівці, яку сучасники називали «руськими Атенами»: Євген був родичем адвоката-політика Теофіла Окуневського та швагром відомого педагога Григорія Величка.
Навчався в Чернівецькій гімназії та Академічній гімназії у Львові.
У 1879 році вступив на медичний факультет Віденського університету, очолював товариство українських студентів «Січ». 1888 склав докторат і три роки працював у клініках Відня; 1891–1893 роках — керівник шпиталю у Вишеграді (Моравія). 1893 року Озаркевич переїхав до Стрия, де працював приватним лікарем, згуртував українців міста в «Міщанську бесіду» й намагався активізувати місцеву «Просвіту». З 1894 — повітовий лікар у Рожнятові.
З 1897 проживав у Львові.
За редакцією Озаркевича видавництво НТШ вийшло 5 випусків «Лікарського збірника» (шість випусків впродовж 1898–1901). Він почав величезну працю — складання першого в історії словника української медичної термінології.
1901 року внаслідок першої сецесії стало зрозуміло, що кафедри йому не отримати. Звільнившись з університету, Озаркевич влаштувався до міського шпиталю, 1902 очолив лікарську комісію НТШ, а 1903 заснував «Народну лічницю» у Львові.
Митрополит Андрей Шептицький подарував «Народній лічниці» власний будинок по вул. Петра Скарги (тепер вул. Озаркевича, 4) й узяв товариство під свою опіку. За задумом Озаркевича, «Народна лічниця» мала стати центром української медичної науки, а в перспективі — базою для медичного факультету Львівського українського університету.

## Громадська і наукова діяльність
1910 Озаркевич очолив «Руське лікарське товариство», яке гуртувало 63 лікарів Галичини та Буковини. 1912 з'явився орган «Руського лікарського товариства» «Здоровлє» за його редакцією.
Репрезентував українських лікарів на наукових конгресах у Парижі, Мадриді, Белграді, організував Всеслов'янський з'їзд лікарів у Петербурзі.
Член «Просвіти» (заступник голови 1908–1909), Української національно-демократичної партії, видавничої спілки «Діло», дирекції страхового товариства «Дністер», надзірної ради «Народної гостинниці», управи Ставропігійського інституту.
Член Найвищої Ради здоров'я у Відні з 1914. Головний лікар шпиталю для біженців у Вольфсберзі (Каринтія, 1915).
Озаркевича називають організатором українських лікарів.
Помер у Відні. Могила втрачена у 1957 р.